# Laphystia rufofasciata
Laphystia rufofasciata là một loài ruồi trong họ Asilidae. Laphystia rufofasciata được Curran miêu tả năm 1931. Loài này phân bố ở vùng Tân Bắc giới.